# Mt. Desolation
I Mt. Desolation sono un progetto parallelo alternative country britannico, formato da due membri dei Keane, Tim Rice-Oxley e Jesse Quin.
La prima pubblicazione del duo, dal titolo omonimo, è stato pubblicato il 18 ottobre 2010, mentre il successivo When the Night Calls otto anni più tardi. I vari turnisti provengono da diversi gruppi, come i Noah & The Whale, The Killers, The Long Winters, The Staves e Mumford & Sons.

## Formazione
Attuale
- Tim Rice-Oxley – voce, pianoforte (2010–presente)
- Jesse Quin – voce, chitarra (2010–presente)

Turnisti
- Fimbo – batteria (2010–presente)
- Jessica Staveley-Taylor – cori (2010–presente)
- John-William Scott – basso, chitarra (2010–presente)
- Phil Renna – tastiera (2010–presente)
- Andrew Lowe – basso (2010–presente)
- John Roderick – chitarra, cori (2010–presente)
- Pete Roe – tastiere, cori (2010–presente)
- Tom Hobden – violino (2010–presente)

Membri occasionali
- Ronnie Vannucci - chitarra, batteria, vibrafono
- "Country" Winston Marshall - banjo
- Charity Quin - cori
- Jayne Rice-Oxley - cori
- Francois Deville - pedal steel guitar

## Discografia
- 2010 – Mt. Desolation
- 2018 – When the Night Calls
- 2023 – Through Crooked Aim

## Tournée
- 2010 – Mt. Desolation Tour